# Operación Plus Ultra
Operación Plus Ultra va ser un programa de ràdio espanyol de la Cadena SER en els anys 60. Va tenir el seu origen el programa Todo para los chicos creat per Joaquín Peláez, el mes de maig de 1962. Va guanyar un dels Premis Ondas 1963 i Premis Ondas 1964.
A partir del programa va sorgir la idea de la Operación Plus ultra (1963), que consistia a passejar a 16 nens per tot Espanya. En els llocs on anaven els nens eren complimentats amb actes en el seu honor. Els 16 nens eren escollits atenent els seus valors humans per diferents motius (salvar a persones que s'anaven a ofegar, ajudar els altres, etc.). Hi van col·laborar amb els guardons Iberia, la Cadena SER i la Confederació Espanyola de Caixes d'Estalvis. Va deixar d'emetre's el 1982.
Va donar també origen a una pel·lícula amb el mateix nom l'any 1966.